# Diane Hunger
Diane Hunger (* 11. August 1983 in Kiel) ist eine deutsche klassische Saxophonistin und Pädagogin. Sie war Mitglied im MANA Quartet und im Megalopolis Saxophone Orchestra. Zudem lehrt sie klassisches Saxophon an der Hochschule für Musik Detmold in Deutschland und bis 2020 an der Syracuse University in den USA. 

## Werdegang
Hunger studierte an der Hochschule für Musik und Theater Hamburg, der Hochschule für Musik und Theater Frankfurt/Akademie für Tonkunst Darmstadt sowie der State University of New York in Fredonia (USA) und an der Eastman School of Music (NY, USA) (Doctorate of Musical Arts und Certificate in Arts Leadership). Während ihrer Zeit an der Eastman School arbeitete sie als Chien-Kwan Lin’s Teaching Assistant, erhielt das Performer’s Certificate und gewann 2011 mit Martin’s Ballade die Eastman Concerto Competition. 2012 wurde sie zu ihrem Carnegie-Hall-Debüt eingeladen.
Hunger trat in Solokonzerten mit den Hamburger Symphonikern, den Society for New Music Allstars, dem ECHO Chamber Orchestra, der Banatul Philharmonic, dem San José Wind Ensemble, der Fredonia Wind Symphony, dem Syracuse Wind Ensemble, dem CCM Kammerensemble und dem Kieler Kammerorchester auf.
Ihre Arrangements für Saxophon wurden von Oxford University Press und Esurio Media verlegt. 2019 war Diane Hunger Mitglied des 2019 Grant Application Review Panel for New Music USA und Jurorin der Holzbläserwettbewerbe der MTNA (Music Teachers National Association). Seit 2019 ist sie Vorsitzende der Composition Competition der North American Saxophone Alliance.
Hunger hat unter anderem an der Cornell University (Ithaca, NY, USA), an der State University of New York (Fredonia, NY, USA), am Canisius College (Buffalo, NY, USA) und am Roberts-Wesleyan College (Spencerport, NY, USA) unterrichtet.

## Diskografie
- 2016: MANA Quartet: Vide Supra (Mark Records)
- 2019: Deviations (Mark Records) mit Pianist Dan Sato